# 防空署

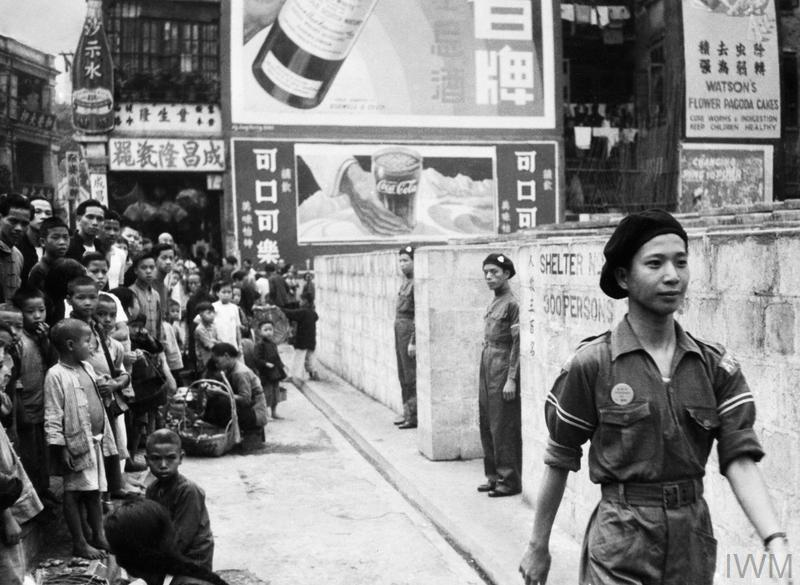
防空督導員在防空演習中駐守於防空隧道的出入口，以便引領市民進出防空洞。本圖攝於1941年12月初，亦即香港被日軍入侵的前夕，也是香港在戰前舉行的最後一次民防演習

防空署（英語：Air Raid Precautions Department），中文又稱防空處、防空監理處或防空局，是香港政府在1937年12月籌組，於1939年初成立的政府部門，以應對二次大戰爆發後日益緊張的香港周邊局勢，籌劃及準備香港遭遇軍事入侵時所須的防空及民防工作，包括修建防空洞，籌建民防部隊，以及教導公眾應對空襲等，以期減少香港受到敵軍空襲時的平民死傷，成立之初的部門主管是施柏堅（A. H. S. Steele-Perkins），1941年11月由柏高（B. H. Puckle）接任。1941年12月8日日軍入侵香港觸發香港保衛戰，香港在全體軍民經過18天的苦戰後被日本佔領，1945年8月30日香港重光，該部門於二戰後因為已沒有實際需要而被撤銷，其後備民防隊伍的職能則主要由1952年成立的民眾安全服務隊承接。土木工程拓展署的資料顯示香港現存的防空隧道共29條，若全部加起來長約19公里，目前仍可進入的防空洞已交由路政署負責維修。

## 主要職責

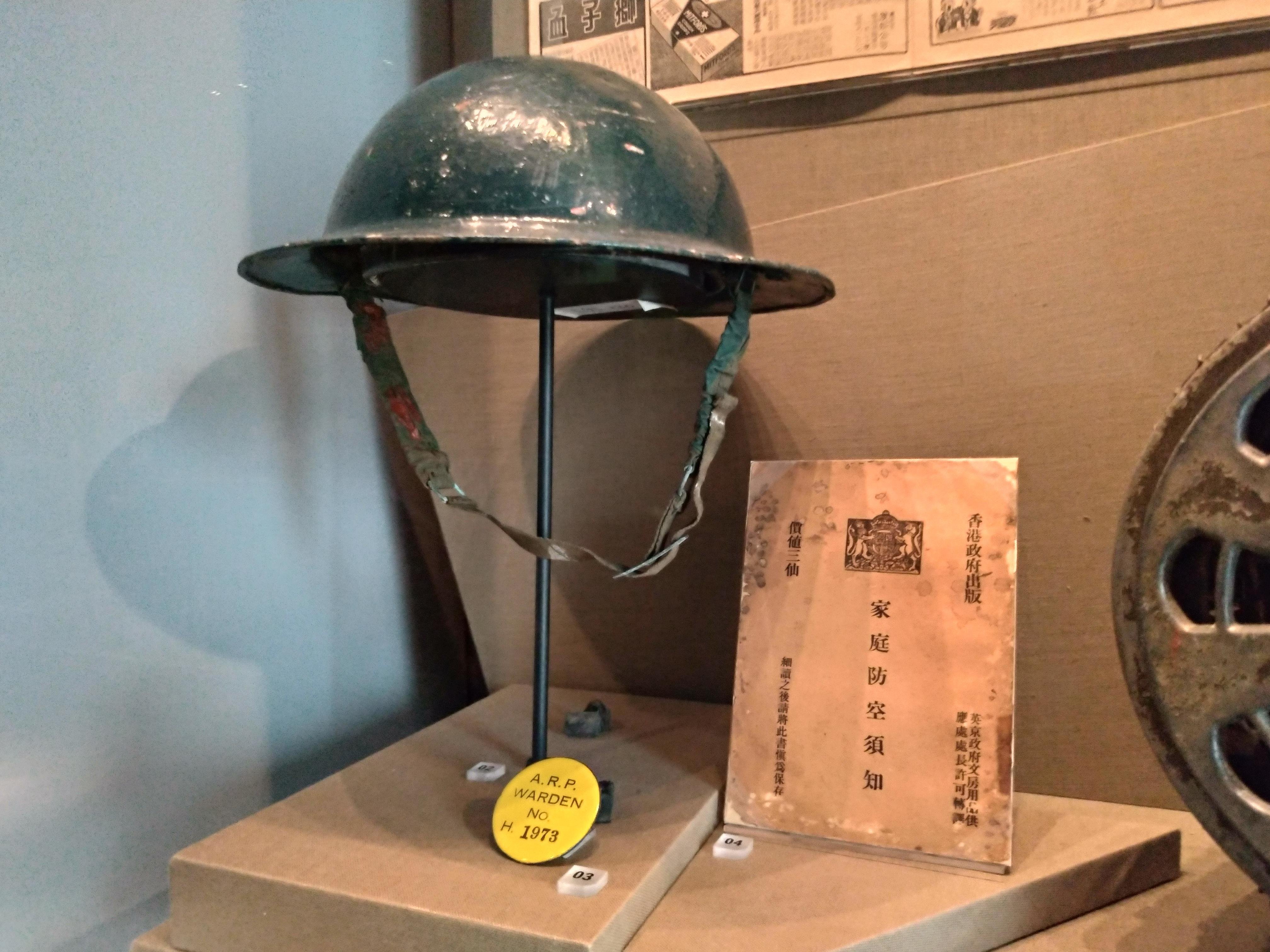
防空署爲防空督導員分發的頭盔及識別襟章，港府又出版每本售價港幣3仙及可轉讓的「家庭防空須知」

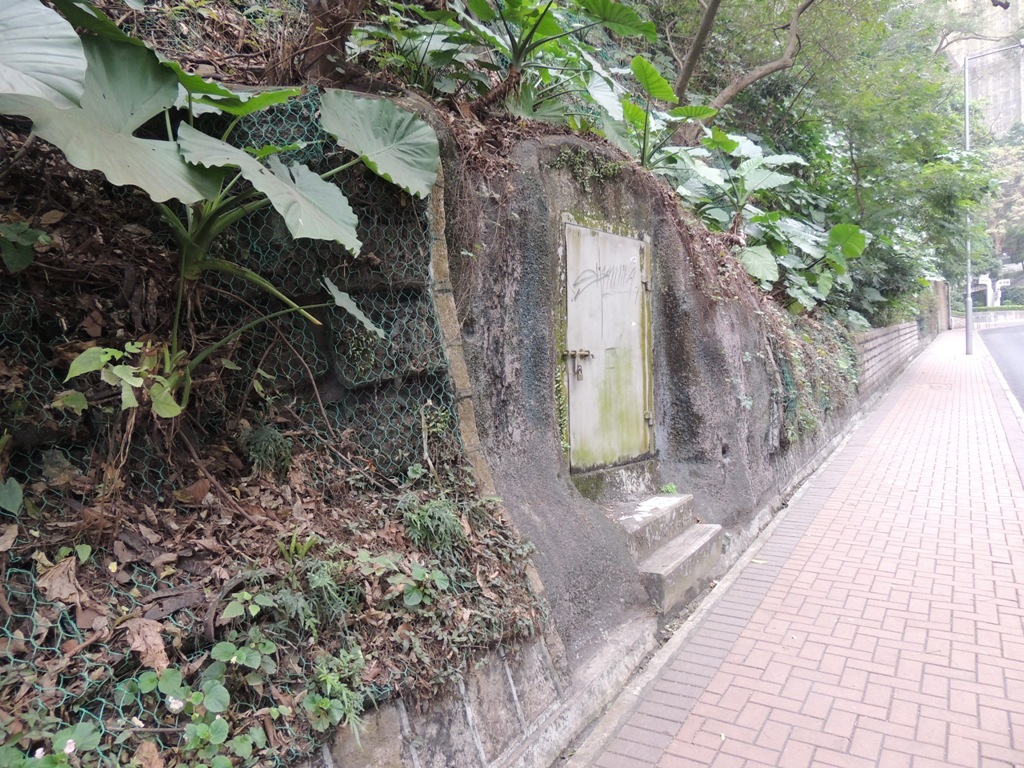
巴里士山的其中一個防空洞入口。羅富國在1940年4月至1941年1月間曾因病返回英國療養，總督職務先由輔政司史美署理，再於1940年8月交由岳桐中將署任。岳桐雖然只是暫時代理總督職務，但在推行備戰政策方面卻更為積極，包括在香港島大量修建防空洞，不過也產生不少工程管理及貪污的問題

防空署負責統籌防空洞的建造工程、設置防空相關的民防設施、培訓防空救護和滅火人員、教育公眾應對空襲，及制定公眾防空演練計劃等工作，以期降低香港遇到敵軍空襲時的人命傷亡。1939年，防空署組建民防部隊招募市民參加，包括防空救護隊、後備滅火隊、消毒隊及挖掘隊等；同年又於港九各區成立22個防空委員會，協調各地區的防空及民防工作。香港早於1938年開始在中區測試防空警報器，並於同年9月公佈將會實施燈火管制演習。1939年6月，防空署從英國購入防空警報器並在各區安裝後，便開始籌劃大型防空及燈火管制演習，香港首次大型燈火管制演習於1939年7月27日晚上舉行，在演習期間，各家各戶、店鋪及辦公室，以及街上的車輛，都必須將燈火熄滅或把燈光遮蔽，而根據燈火管制則例，違者可被罰款一千港元。
1940年，歐洲局勢惡化，防空署開始在香港實施定期的防空及燈火管制演習。自1940年4月11日晚上起，燈火管制演習改為強制執行及不再告知演習的確切時間，防空署會於演習前的一周發出通告，告知市民及各機構在演習時須注意的要項，而防空警報響起的時間將不會提早公佈，防空總監又強調對屢勸不循者將依例予以起訴。同年，該署在各區委派督導員，可在防空演習、實施燈火管制期間及在戰時，進入民居進行指導工作，防空署的督導及巡邏員皆獲發證書及識別襟章。在1941年10月22日晚舉行的防空演習，時任防空署總監卑雲士更分別於晚上6時26分及10時20分，兩度乘飛機在香港上空俯瞰燈火演習的實況，並發表演習的成績及未完善之處。
為準備香港發生戰爭後對抗災及救援人力的需求，政府於1939年已呼籲香港市民參加義務性質的防空救護隊及後備滅火隊等民防組織，並興建專門學校以提供相關訓練，該署在1939年便為超過6千人提供防災訓練，並印發小冊子教導市民應對空襲的措施。一旦戰爭爆發，香港除了要面對敵軍的飛機轟炸和炮轟，當時的港府領導層亦擔心敵軍可能不惜出動化學武器襲擊香港，政府估計如敵軍使用毒氣彈空襲香港，香港於數小時內便會變死城，但每個最少要30至50港元的進口防毒面具絕非一般市民所能負擔，所以除協助香港本地廠商製造防毒面具外；自1940年1月起，防空署通過政府補貼向公眾出售防毒面具，市民可到警署及防空署索取表格，填表後交回防空署，將獲安排量度面部的尺寸，以便提供適合大小的防毒面具，經補貼後每個防毒面具的售價為兩港元。

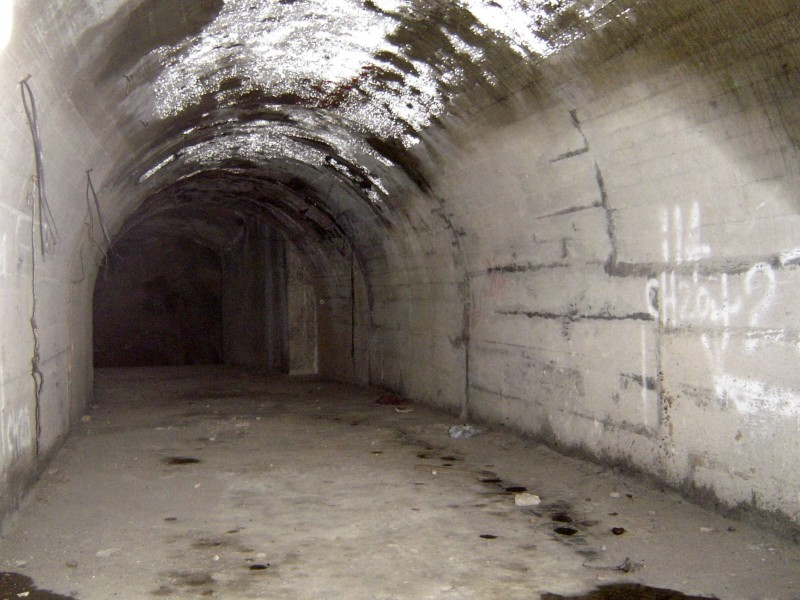
灣仔巴里士山的防空隧道內部
防空署規劃的巴里士山防空隧道示意圖

## 辦公處
防空署專屬的辦公大樓於1940年3月啟用，辦公大廈位於跑馬地，具體位置是現在的灣仔摩利臣山，辦公大廈附設一所防空訓練學校，備有救護設施，該處在平時用於辦公，戰時可用於避難。不過，該幢大廈落成未久，日軍便於1941年12月入侵香港，大廈在戰火中受損。1946年，政府決定將大廈原址改建為夏慤健康院，提供醫療及產科服務。